# Vasil Fuščič
Vasil Fuščič (12. prosince 1900 Iršava – ???) byl československý politik z Podkarpatské Rusi a meziválečný poslanec Národního shromáždění za Komunistickou stranu Československa.

## Biografie
Původní profesí byl dělníkem. Zasedal v okresním zastupitelstvu za KSČ.
Po parlamentních volbách v roce 1935 se stal poslancem Národního shromáždění. Poslanecké křeslo ale získal až dodatečně v květnu 1936, jako náhradník poté, co zemřel poslanec Pál Török.